# Columnea
Genre
Classification phylogénétique
Columnea est un genre de plantes à fleurs de la famille des Gesneriaceae. Il comprend environ 200 espèces d'arbustes et de plantes épiphytes originaires d'Amérique tropicale et des Caraïbes. Les fleurs tubulaires ou de forme irrégulière sont généralement de grande taille et de couleurs vives – habituellement rouge, jaune, ou orange – et ressemblent parfois à un poisson.
Le nom générique a été créé par Carl von Linné, après l'orthographe du nom latinisé du botaniste italien du XVIe siècle Fabio Colonna. [1]
Le genre Bucinellina est considéré par de nombreux botanistes comme synonyme de Columnea. Une liste complète des espèces maintenant acceptées dans le genre, ainsi que leurs synonymes, peut être trouvée à la Liste mondiale des Gesneriaceae.

## Espèces

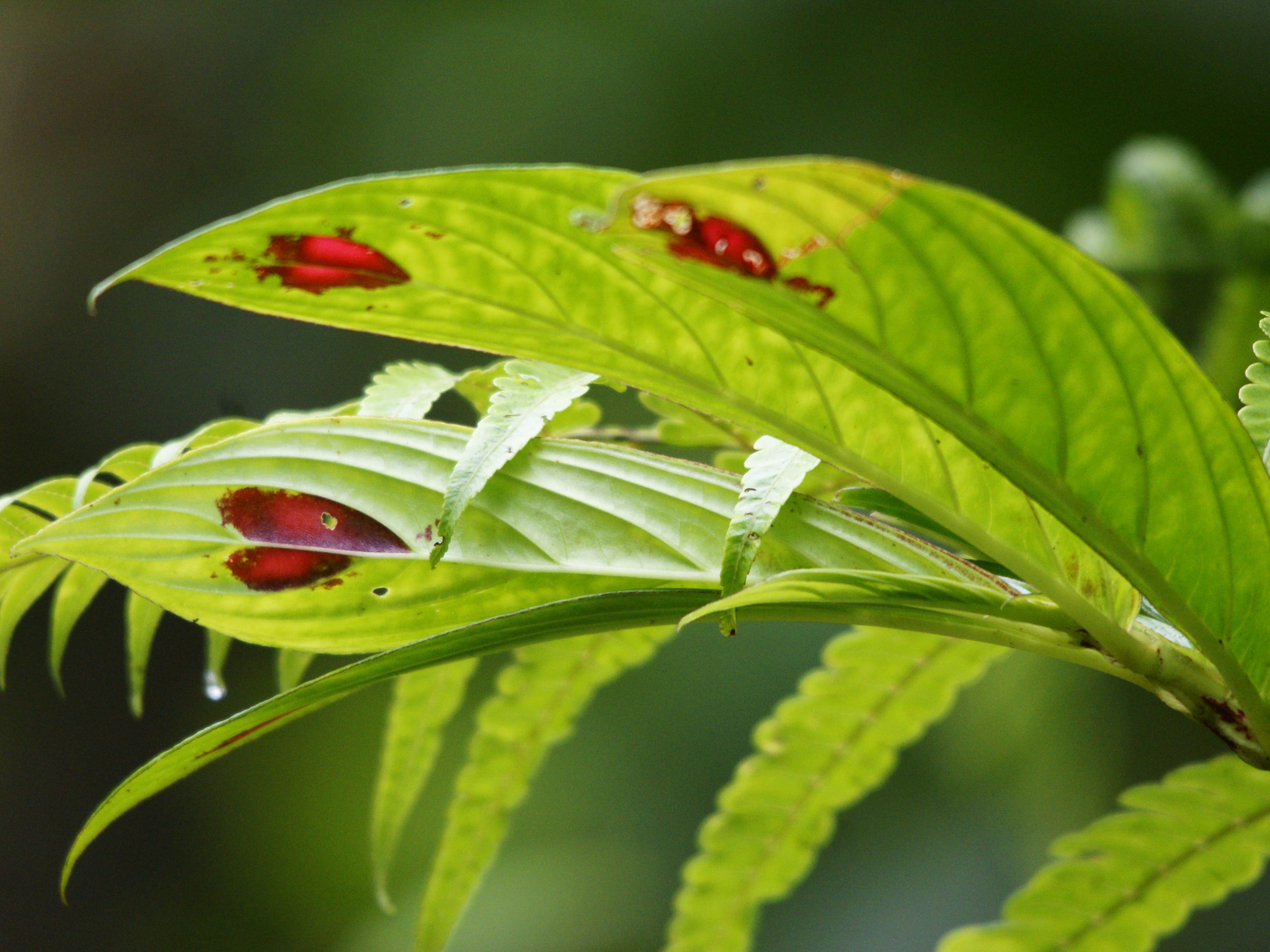
Feuillage de Columnea consanguinea.

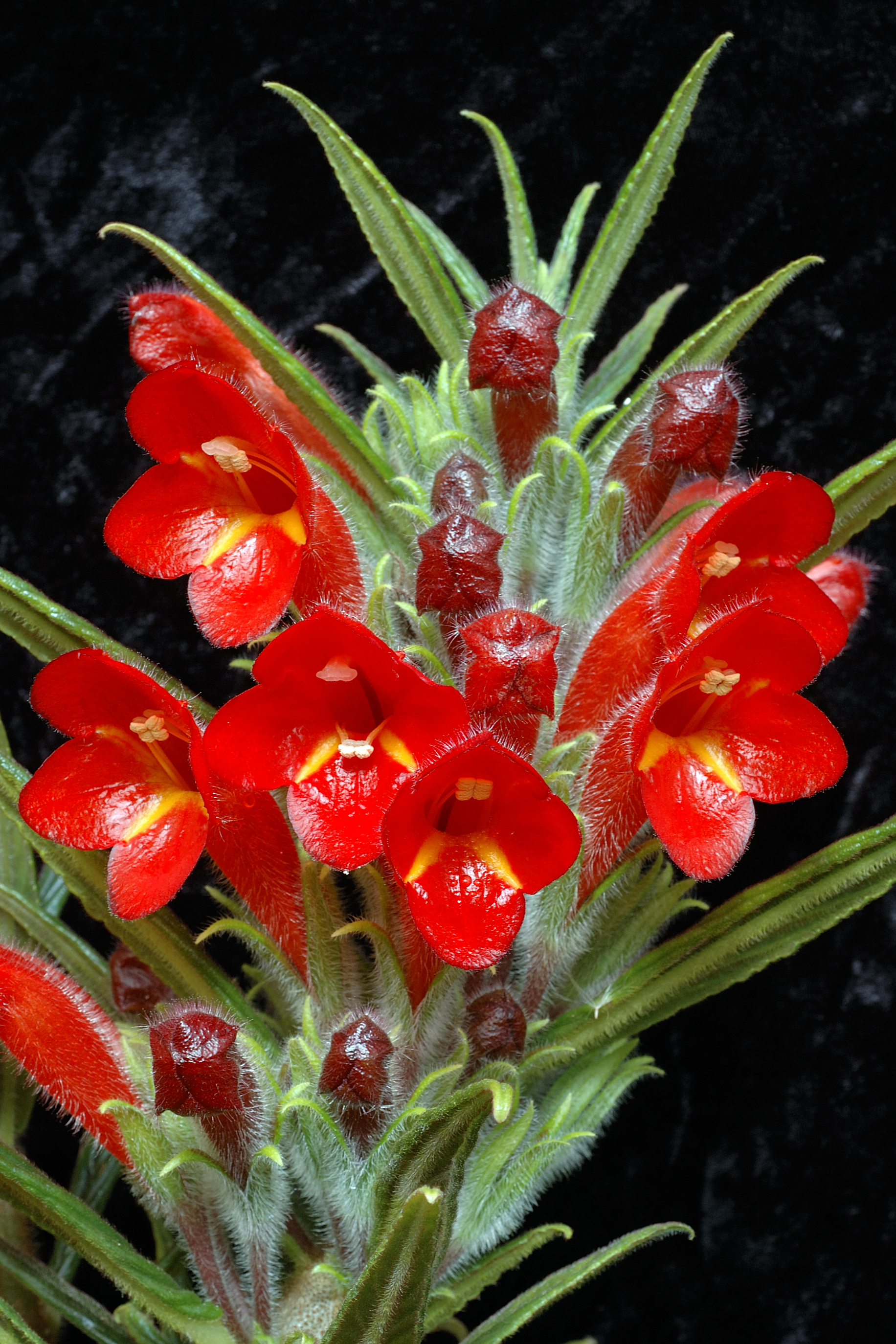
Inflorescence de Columnea flexiflora.

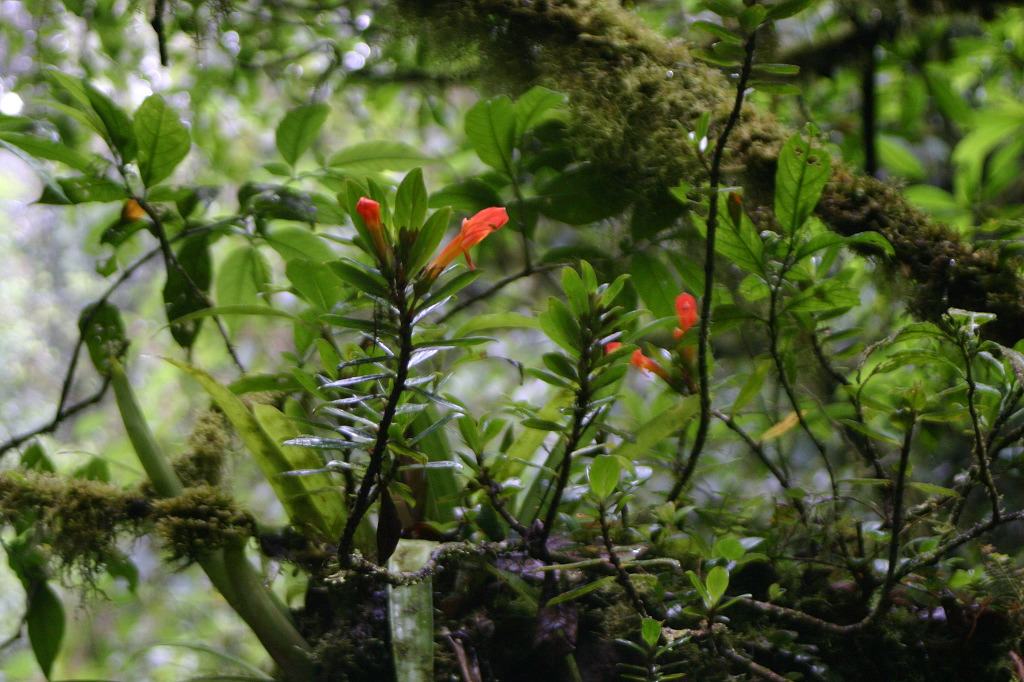
Habitus de Columnea glabra.

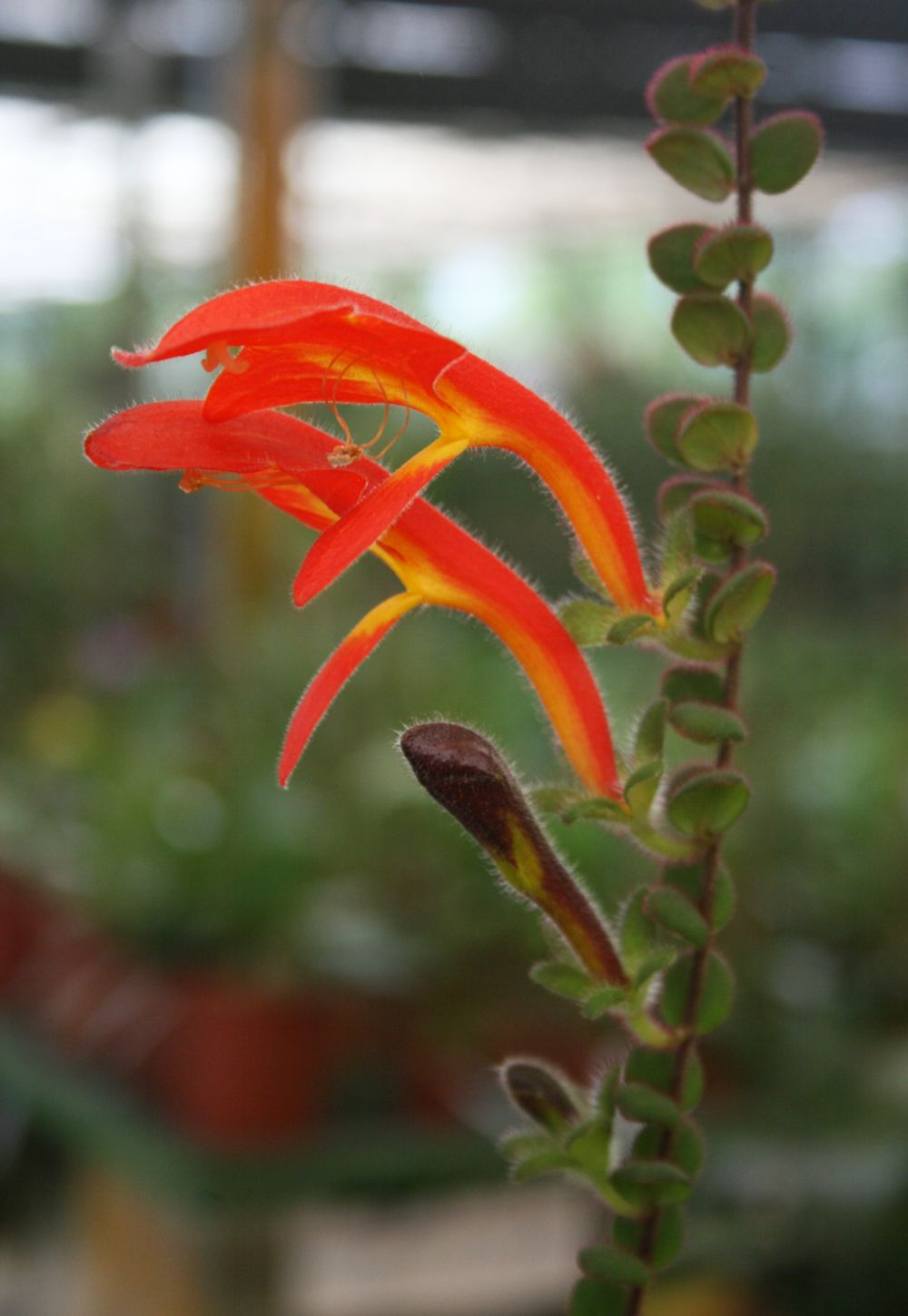
Fleurs de Columnea microphylla.

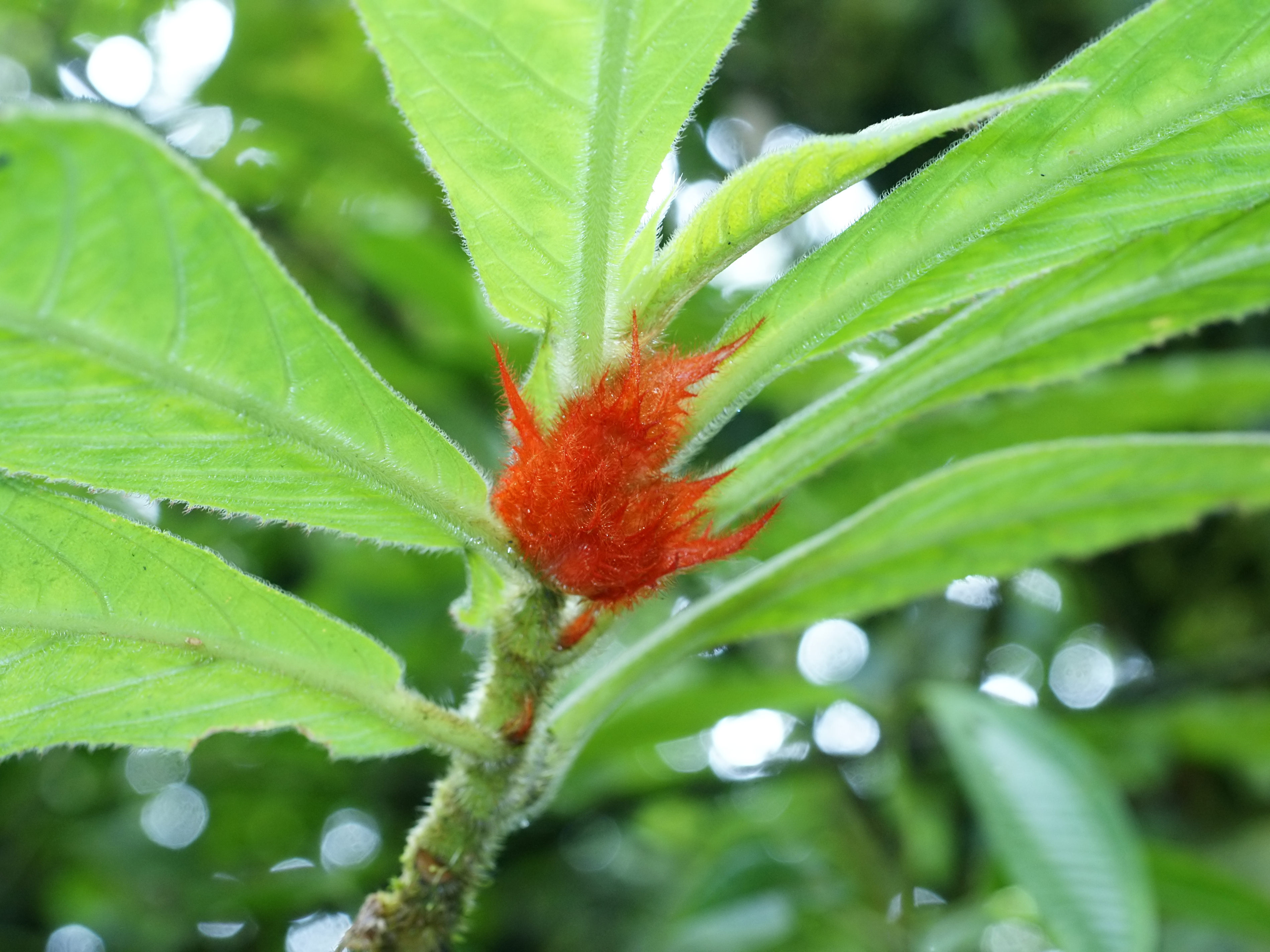
Habitus de Columnea purpurata.

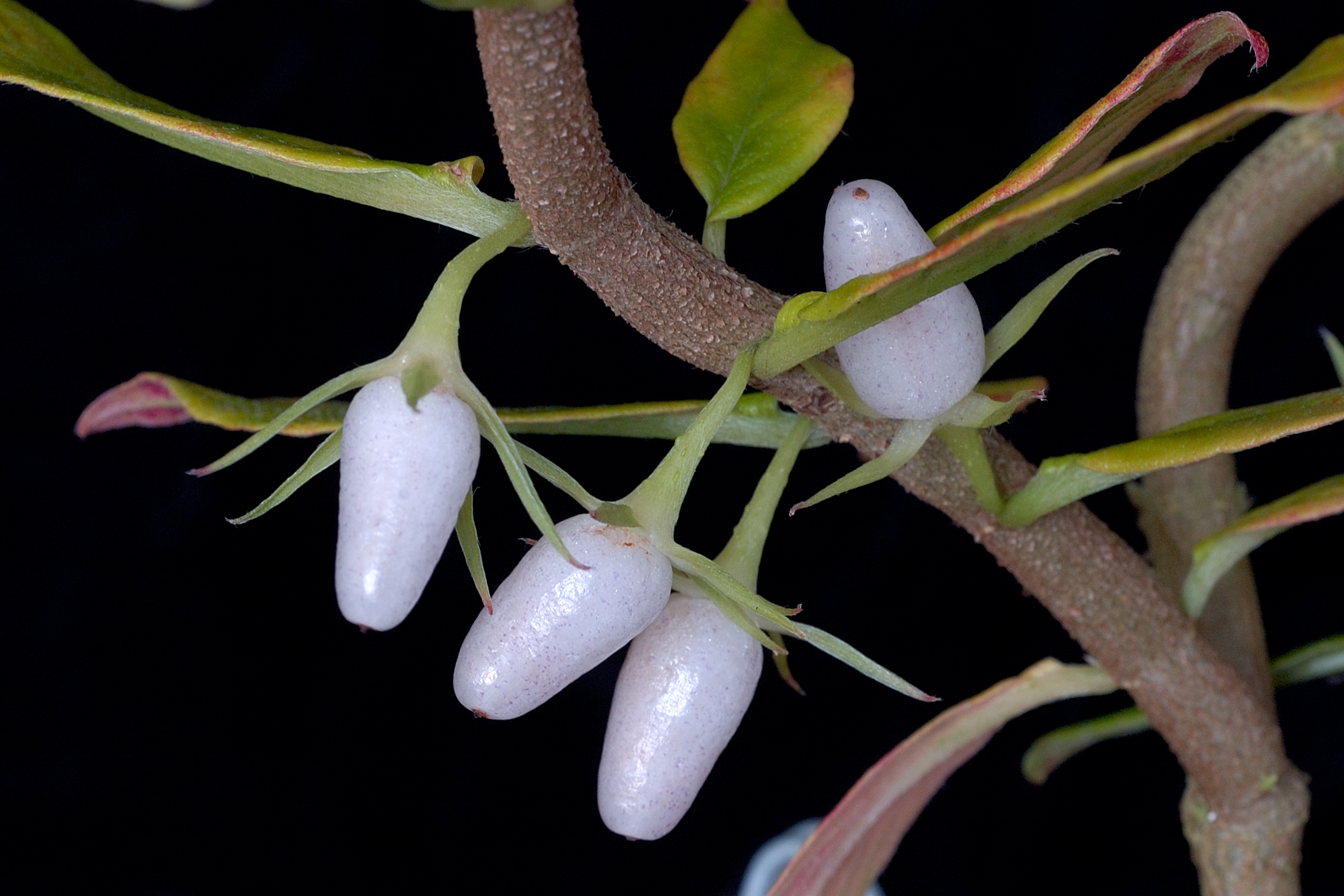
Fruit de Columnea orientandina.

Les espèces de plantes classées sous le nom de Columnea sont les suivantes:
- Columnea albiflora L.P. Kvist & L.E. Skog
- Columnea aliena (C.V. Morton) C.V. Morton
- Columnea allenii C.V. Morton
- Columnea ambigua (Urb.) B.D. Morley
- Columnea ampliata (Wiehler) L.E. Skog
- Columnea angustata (Wiehler) L.E. Skog
- Columnea anisophylla DC.
- Columnea antiocana (Wiehler) J.F. Sm.
- Columnea argentea Griseb.
- Columnea arguta C.V. Morton
- Columnea asteroloma (Wiehler) L.E. Skog
- Columnea atahualpae J.F. Sm. & L.E. Skog
- Columnea aurantia Wiehler
- Columnea aurea Warsz., nom. nud.
- Columnea bilabiata Seem.
- Columnea billbergiana Beurl.
- Columnea bivalvis J.L. Clark & M. Amaya
- Columnea brenneri (Wiehler) B.D. Morley
- Columnea brevipila Urb.
- Columnea byrsina (Wiehler) L.P. Kvist & L.E. Skog
- Columnea calotricha Donn. Sm.
- Columnea capillosa L.P. Kvist & L.E. Skog
- Columnea cerropirrana (Wiehler) L.E. Skog
- Columnea chiricana Wiehler
- Columnea chrysotricha L.E. Skog & L.P. Kvist
- Columnea ciliata (Wiehler) L.P. Kvist & L.E. Skog
- Columnea citriflora L.E. Skog
- Columnea cobana Donn. Sm.
- Columnea colombiana (Wiehler) L.P. Kvist & L.E. Skog
- Columnea consanguinea Hanst.
- Columnea coronata M. Amaya, L.E. Skog & L.P. Kvist
- Columnea coronocrypta M. Amaya, L.E. Skog & L.P. Kvist
- Columnea crassa C.V. Morton
- Columnea crassicaulis (Wiehler) L.P. Kvist & L.E. Skog
- Columnea crassifolia Brongn. ex Lem.
- Columnea cruenta B.D. Morley
- Columnea cuspidata L.E. Skog & L.P. Kvist
- Columnea dictyophylla Donn. Sm.
- Columnea dielsii Mansf.
- Columnea dimidiata (Benth.) Kuntze
- Columnea dissimilis C.V. Morton
- Columnea domingensis (Urb.) B.D. Morley
- Columnea dressleri Wiehler
- Columnea eburnea (Wiehler) L.P. Kvist & L.E. Skog
- Columnea elongatifolia L.P. Kvist & L.E. Skog
- Columnea ericae Mansf.
- Columnea erythrophaea Decne. ex Houll.
- Columnea erythrophylla Hanst.
- Columnea eubracteata Mansf.
- Columnea fawcettii (Urb.) C.V. Morton
- Columnea fernandezii M. Amaya
- Columnea filamentosa L.E. Skog
- Columnea filifera (Wiehler) L.E. Skog & L.P. Kvist
- Columnea filipes Oliver
- Columnea fimbricalyx L.P. Kvist & L.E. Skog
- Columnea flaccida Seem.
- Columnea flava Martens & Galeotti
- Columnea flexiflora L.P. Kvist & L.E. Skog
- Columnea florida C.V. Morton
- Columnea formosa (C.V. Morton) C.V. Morton
- Columnea fritschii (Rusby) J.F. Sm.
- Columnea fuscihirta L.P. Kvist & L.E. Skog
- Columnea gallicauda Wiehler
- Columnea gigantifolia L.P. Kvist & L.E. Skog
- Columnea glabra Oerst.
- Columnea glicensteinii Wiehler
- Columnea gloriosa Sprague
- Columnea grandifolia Rusby
- Columnea grisebachiana Kuntze
- Columnea guatemalensis Sprague
- Columnea guianensis C.V. Morton
- Columnea guttata Poepp. in Poepp. & Endl.
- Columnea harrisii (Urb.) Britton ex C.V. Morton
- Columnea herthae Mansf.
- Columnea hiantiflora Wiehler
- Columnea hirsuta Swartz, non Auct.
- Columnea hirsutissima C.V. Morton
- Columnea hirta Klotzsch & Hanst.
- Columnea hispida Swartz
- Columnea hypocyrtantha (Wiehler) J.F. Sm. & L.E. Skog
- Columnea illepida H.E. Moore
- Columnea inaequilatera Poepp. in Poepp. & Endl.
- Columnea incarnata C.V. Morton
- Columnea incredibilis L.P. Kvist & L.E. Skog
- Columnea isernii Cuatrec.
- Columnea kalbreyeriana Masters
- Columnea katzensteiniae (Wiehler) L.E. Skog & L.P. Kvist
- Columnea kienastiana Regel
- Columnea kucyniakii Raymond
- Columnea labellosa H. Karst.
- Columnea laevis L.P. Kvist & L.E. Skog
- Columnea lanata (Seem.) Kuntze
- Columnea lariensis Kriebel
- Columnea lehmannii Mansf.
- Columnea lepidocaula Hanst.
- Columnea linearis Oerst.
- Columnea longinervosa L.P. Kvist & L.E. Skog
- Columnea lophophora Mansf.
- Columnea lucifer J.L. Clark
- Columnea maculata C.V. Morton
- Columnea magnifica Klotzsch ex Oerst.
- Columnea manabiana (Wiehler) J.F. Sm. & L.E. Skog
- Columnea mastersonii (Wiehler) L.E. Skog & L.P. Kvist
- Columnea matudae (Wiehler) L.P. Kvist & L.E. Skog
- Columnea medicinalis (Wiehler) L.E. Skog & L.P. Kvist
- Columnea mentiens B.D. Morley
- Columnea microcalyx Hanst.
- Columnea microphylla Klotzsch & Hanst. ex Oerst.
- Columnea minor (Hook.) Hanst.
- Columnea minutiflora L.P. Kvist & L.E. Skog
- Columnea mira B.D. Morley
- Columnea moesta Poepp. in Poepp. & Endl.
- Columnea moorei C.V. Morton
- Columnea nariniana (Wiehler) L.P. Kvist & L.E. Skog
- Columnea nematoloba L.P. Kvist & L.E. Skog
- Columnea nervosa (Klotzsch ex Oerst.) Hanst.
- Columnea nicaraguensis Oerst.
- Columnea oblongifolia Rusby
- Columnea ochroleuca (Klotzsch ex Oerst.) Hanst.
- Columnea oerstediana Klotzsch ex Oerst.
- Columnea orientandina (Wiehler) L.P. Kvist & L.E. Skog
- Columnea ornata (Wiehler) L.E. Skog & L.P. Kvist
- Columnea ovatifolia L.P. Kvist & L.E. Skog
- Columnea oxyphylla Hanst.
- Columnea pallida Rusby
- Columnea panamensis C.V. Morton
- Columnea paramicola (Wiehler) L.P. Kvist & L.E. Skog
- Columnea parviflora C.V. Morton
- Columnea pectinata C.V. Morton
- Columnea pedunculata M. Amaya, L.E. Skog & L.P. Kvist
- Columnea pendula (Klotzsch ex Oerst.) Hanst.
- Columnea perpulchra C.V. Morton
- Columnea peruviana Zahlbr.
- Columnea picta H. Karst.
- Columnea polyantha (Wiehler) L.E. Skog
- Columnea poortmannii (Wiehler) L.P. Kvist & L.E. Skog
- Columnea praetexta Hanst.
- Columnea proctorii Stearn
- Columnea pubescens (Griseb.) Kuntze
- Columnea pulcherrima C.V. Morton
- Columnea pulchra (Wiehler) L.E. Skog
- Columnea purpurata Hanst.
- Columnea purpureovittata (Wiehler) B.D. Morley
- Columnea purpurimarginata L.P. Kvist & L.E. Skog
- Columnea purpusii Standl.
- Columnea pygmaea J.L. Clark & J.F. Sm.
- Columnea querceti Oerst.
- Columnea queremalensis M. Amaya, L.E. Skog & L.P. Kvist
- Columnea raymondii C.V. Morton
- Columnea repens (Hook.) Hanst.
- Columnea reticulata M. Amaya, L.E. Skog, C.E. González, & J.F. Sm.
- Columnea rileyi (Wiehler) J.F. Sm.
- Columnea ringens Regel
- Columnea robusta (Wiehler) L.E. Skog
- Columnea rosea (C.V. Morton) C.V. Morton
- Columnea rubida (C.V. Morton) C.V. Morton
- Columnea rubra C.V. Morton
- Columnea rubriacuta (Wiehler) L.P. Kvist & L.E. Skog
- Columnea rubribracteata L.P. Kvist & L.E. Skog
- Columnea rubricalyx L.P. Kvist & L.E. Skog
- Columnea rubricaulis Standl.
- Columnea rubrocincta C.V. Morton
- Columnea rutilans Swartz
- Columnea sanguinea (Pers.) Hanst.
- Columnea sanguinolenta (Klotzsch ex Oerst.) Hanst.
- Columnea scandens L.
- Columnea schiedeana Schlechtend.
- Columnea schimpffii Mansf.
- Columnea segregata B.D. Morley
- Columnea sericeo-villosa Suess.
- Columnea serrata (Klotzsch ex Oerst.) Hanst.
- Columnea silvarum C.V. Morton
- Columnea skogii Amaya M.
- Columnea spathulata Mansf.
- Columnea strigosa Benth.
- Columnea subcordata C.V. Morton
- Columnea suffruticosa J.F. Sm. & L.E. Skog
- Columnea sulcata L.E. Skog & L.P. Kvist
- Columnea sulfurea Donn. Sm.
- Columnea tandapiana (Wiehler) L.E. Skog & L.P. Kvist
- Columnea tenella L.P. Kvist & L.E. Skog
- Columnea tenensis (Wiehler) B.D. Morley
- Columnea tenuis Klotzsch ex Oerst.
- Columnea tessmannii Mansf.
- Columnea tincta Griseb.
- Columnea tomentulosa C.V. Morton
- Columnea trollii Mansf.
- Columnea tutunendana (Wiehler) L.E. Skog
- Columnea ulei Mansf.
- Columnea ultraviolacea J.F. Sm. & L.E. Skog
- Columnea urbanii W.T. Stearn
- Columnea verecunda C.V. Morton
- Columnea villosissima Mansf.
- Columnea vinacea C.V. Morton
- Columnea vittata (Wiehler) L.E. Skog
- Columnea xiphoidea J.F. Sm. & L.E. Skog
- Columnea zebrina Raymond